# John Hensley
John Carter Hensley (Louisville, Kentucky, 29 de agosto de 1977) é um ator norte-americano conhecido pelo seu papel interpretado Nip/Tuck, como Matt McNamara.

## Carreira
John não pretendia atuar antes de fazer um teste para uma peça escolar. Embora não tivesse sido selecionado, acabou sendo fisgado ao elenco. Decidiu fazer uma longa viagem de uma semana a Nova York, onde conheceria seu futuro agente.
John afirma que estaria certamente muito contente como tratador de cavalos na fazenda, se seu veio artístico não tivesse aflorado. Ele não havia escolhido a interpretação como carreira permanente, antes de receber uma ligação de volta do seu futuro agente.
O primeiro papel principal de Hensley foi atuando como Luke Madigan nos Homens de Madigan (Madigan Men) da série de tv. Seu papel seguinte na televisão foi Gabriel Bowman, na série Witchblade. Atualmente, Hensley interpreta um adolescente conturbado, Matt McNamara, na série Estética (Nip/Tuck) drama do canal FX dos Estados Unidos que também é exibido pelo SBT e FOX no Brasil, e pela Fox Life e TVI em Portugal.
Suas aparições em filmes incluíram Campfire Stories, Peoples e Fifty Pills.
Hensley joga no Torneio Mundial de Poker (World Poker Tour), jogos locais de Holywood pela Casa de Caridade Beacon House.
Hensley namorou com a co-estrela Joely Richardson, de Estética, que em cena representa sua mãe.

## Filmografia
Albergue 3 (Hostel 3), (2011).
Dentes (Teeth), (2007).
CSI: Crime Scene Investigation (CSI: Investigação Criminal, no Brasil, e Crime Sob Investigação / CSI: Las Vegas em Portugal), no episódio Vendas & Encontros (Meet Market), (2007).
Fifty Pills, (2005).
Peoples, (2004).
Estética (Nip/Tuck) (2003-2010), série da tevê.
Witchblade, (2001), série da tevê.
Campfire Stories (Histórias do Campfire), (2001).
Madigan Men (Homens de Madigan), (2000), série de tevê.
Os Sopranos, episódio O Vagante Feliz (Happy Wanderer - 2000).